# James Truslow Adams
James Truslow Adams (Brooklyn, Nova Iorque, 18 de outubro de 1878 – Westport, 18 de maio de 1949) foi um historiador e escritor estadunidense. Com a sua obra The Founding of New England ganhou o Prémio Pulitzer de História em 1922.
James Truslow Adams cunhou o termo Amercian Dream (em português: Sonho Americano), publicado pela primeira vez na sua obra The Epic of America, de 1931.

## Obras
- The Founding of New England (1921, Prêmio Pulitzer 1922)
- Revolutionary New England (1923)
- New England in the Republic (1926)
- Provincial Society (1690-1763) (1927)
- Our Business Civization (1929)
- The Adams Family (1930)
- The Epic of America (1931, republicado em: Simon Publications 2001 paperback: ISBN 1-931541-33-7
- The March of Democracy (1932-1933, 2 vol.)
- Justice Without (1933)
- Henry Adams (1933)